# Фомин, Виктор Иванович
Ви́ктор Ива́нович Фоми́н (1929 — ?) — советский футболист, полузащитник. Мастер спорта СССР (1951).

## Биография
Виктор Фомин был в составе ЦДКА в сезоне 1950, но не провёл за клуб ни одного матча. С 1951 по 1953 год он представлял команду МВО, которая в 1951 и 1952 годах носила название «Команда города Калинина». Сыграл в 1951 году в классе «Б» 29 матчей и забил 1 гол, в 1952 провёл в классе «Б» 10 матчей и также отметился одним голом. По итогам этого сезона он попал в список 33 лучших футболистов под № 3. В 1953 году клуб МВО был расформирован, Фомин сыграл пять матчей, забил один гол. С июня был игроком московского «Спартака», но матчей за него не сыграл. В 1954 вернулся в ЦДСА и завершил карьеру через 2 года.
В 1951 году стал финалистом Кубка СССР.

## Достижения
- В списке 33 лучших футболистов сезона в СССР: № 3 (1952)